# Championnat du Mali de football 1998-1999
Navigation
Saison suivante
La saison 1998-1999 du Championnat du Mali de football était la 32e édition de la première division malienne à poule unique, la Première Division. Les douze meilleurs clubs maliens sont regroupés au sein d'une poule unique où ils s'affrontent deux fois, à domicile et à l'extérieur. Les deux derniers du classement sont relégués et remplacés par les deux meilleurs clubs de deuxième division.
C'est le club de Djoliba AC, tenant du titre depuis trois saisons, qui remporte à nouveau la compétition après avoir terminé en tête du classement final, qvec un seul point d'avance sur l'USFAS Bamako et le Centre Salif Keita. C'est le dix-huitième titre de champion du Mali de l'histoire du club, qui réussit même le doublé en s'imposant face au Stade malien en finale de la Coupe du Mali.

## Les clubs participants
| - Djoliba AC - AS Real Bamako - AS Tata National - USFAS Bamako - Centre Salif Keita - AS Commune II | - Stade malien - AS Bauole Dioila - AS Sigui Kayes - Mamahira AC - AS Mandé Bamako - AS Nianan |

## Compétition

### Classement
Le barème de points servant à établir le classement se décompose ainsi :
- Victoire : 2 points
- Match nul : 1 point
- Défaite : 0 point

| Rang | Équipe             | Pts | J  | G | N | P | Bp | Bc | Diff |
| ---- | ------------------ | --- | -- | - | - | - | -- | -- | ---- |
| 1    | Djoliba AC'T'C     | 54  | 22 |   |   |   |    |    |      |
| 2    | USFAS Bamako       | 53  | 22 |   |   |   |    |    |      |
| 3    | Centre Salif Keita | 50  | 22 |   |   |   |    |    |      |
| 4    | Stade malien       | 45  | 22 |   |   |   |    |    |      |
| 5    | AS Real Bamako     | 44  | 22 |   |   |   |    |    |      |
| 6    | AS Commune II      | 44  | 22 |   |   |   |    |    |      |
| 7    | AS Tata National   | 40  | 22 |   |   |   |    |    |      |
| 8    | AS Mandé Bamako    | 38  | 22 |   |   |   |    |    |      |
| 9    | AS Nianan          | 35  | 22 |   |   |   |    |    |      |
| 10   | AS Bauole Dioila   | 34  | 22 |   |   |   |    |    |      |
| 11   | AS Sigui Kayes     | 33  | 22 |   |   |   |    |    |      |
| 12   | Mamahira AC        | 30  | 22 |   |   |   |    |    |      |

|  | Qualification pour la Ligue des champions de la CAF 2000 |
|  | Qualification pour la Coupe des Coupes 2000              |
|  | Qualification pour la Coupe de la CAF 2000               |
|  | Relégation en deuxième division                          |
|  | T : Tenant du titre C : Vainqueur de la Coupe du Mali    |

- Pour une raison indéterminée, l'AS Tata National est relégué en fin de saison.

## Bilan de la saison
| Championnat du Mali de football 1998-1999 |                            |
| Champion                                  | Djoliba AC (18e titre)     |
| Coupes et trophées                        |                            |
| Vainqueur de la Coupe du Mali 1998-1999   | Djoliba AC                 |
| Qualifications continentales              |                            |
| Ligue des champions de la CAF 2000        | Djoliba AC                 |
| Coupe des Coupes 2000                     | Stade malien               |
| Coupe de la CAF 2000                      | USFAS Bamako               |
| Promotions et relégations                 |                            |
| Promus en Division 1                      | Cercle Olympique de Bamako |
| Promus en Division 1                      | Étoile filante de Bamako   |
| Relégués en Division 2                    | AS Tata National           |
| Relégués en Division 2                    | Mamahira AC                |